# Stephan Turnovszky

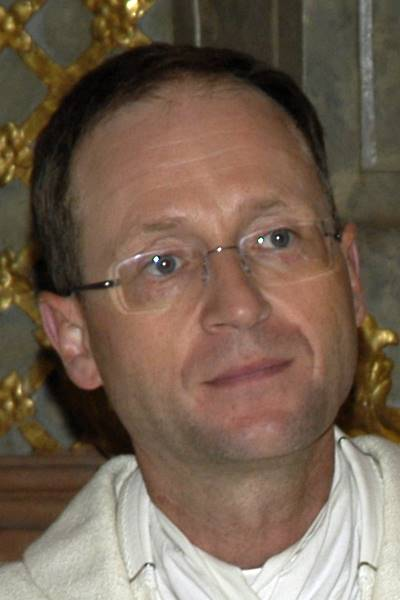
Stephan Turnovszky im Jahre 2012

Stephan Turnovszky (* 21. Juni 1964 in Luzern) ist ein österreichischer römisch-katholischer Geistlicher, Titularbischof von Ancusa und Weihbischof in der Erzdiözese Wien, Bischofsvikar im Vikariat Unter dem Manhartsberg.

## Leben
Turnovszky wuchs in Wien auf und besuchte ein Gymnasium in Döbling. Zunächst studierte er Technische Chemie an der Technischen Universität Wien und war auch mehrere Jahre beruflich als Chemiker tätig. Zudem ist er seit 1987 ehrenamtlich für den Malteser Hospitaldienst Austria aktiv. 1992 trat er ins Wiener Priesterseminar ein und empfing am 23. November 1997 das Sakrament der Diakonenweihe und am 29. Juni 1998 im Stephansdom in Wien die Priesterweihe. Zuvor war er bereits als Diakon in Perchtoldsdorf tätig, später als Kaplan in der Pfarre Jedlesee in Wien-Floridsdorf. Danach war er zunächst Pfarrer in Großmugl und Herzogbirbaum und ab 1. September 2005 Pfarrer der Pfarre St. Josef in Baden-Leesdorf.
Am 6. März 2008 wurde Stephan Turnovszky von Papst Benedikt XVI. zum Titularbischof von Ancusa und als Nachfolger von Helmut Krätzl zum Weihbischof für die Erzdiözese Wien ernannt. Die Bischofsweihe fand am Pfingstmontag, 12. Mai 2008 im Wiener Stephansdom durch den Wiener Erzbischof Christoph Kardinal Schönborn statt; Mitkonsekratoren waren der emeritierte Wiener Weihbischof Helmut Krätzl und der St. Pöltner Weihbischof Anton Leichtfried. Sein bischöflicher Wahlspruch ist Sitivit in te anima mea („Meine Seele dürstet nach dir“) aus dem Buch der Psalmen (Ps 63,2 ).
Er ist für die Begleitung der Priester in der Erzdiözese Wien zuständig und leitet seit der Sommervollversammlung der Österreichischen Bischofskonferenz in Mariazell (Juni 2009) das Referat für die Kinder- und Jugendseelsorge.
Seit 1. September 2012 hat er die Agenden als Bischofsvikar im Vikariat Unter dem Manhartsberg übernommen.
Seit März 2016 ist er in der Österreichischen Bischofskonferenz zusätzlich zu seiner Aufgabe als Referatsbischof für Kinder- und Jugendpastoral auch für die Religiösen Bewegungen (inkl. Charismatische Erneuerung) zuständig.

## Wappen

Bischofswappen Turnovszky

Das Wappen des Bischofs zeigt auf der heraldisch rechten Seite das Tatzenkreuz aus dem Wappen der Erzdiözese Wien und auf der linken den silbernen Doppelturm aus dem Wappen der Familie Turnovszky. Im unteren eingespitzten goldenen Feld ist das selbst gewählte Symbol eines Baumes mit Wurzeln dargestellt. Er symbolisiert die Liebe des Trägers zur Natur und zur Naturwissenschaft (dem früheren Beruf). Das Wappen wird bekrönt von einer Mitra mit einem Prozessionskreuz, das sich unter dem Wappenschild fortsetzt.
Der Baum steht auch für die Gottverbundenheit (Baumkrone) und die Menschennähe (Verwurzelung). Wie der Baum vom Wasser lebt, so lebt der Mensch von Gott (Wahlspruch). Er erinnert an den Baum des Paradieses und den Baum des Kreuzes und damit an die Erlösung.
Unter dem Wappen steht sein bischöflicher Wahlspruch in deutscher Sprache: Meine Seele dürstet nach dir.